# Górnik Wałbrzych
Górnik Wałbrzych is een Poolse voetbalclub uit Wałbrzych. De club werd in 1946 opgericht.
De club speelde van 1983 tot 1989 in de Poolse hoogste klasse. De beste notering was de zesde plaats in 1984 en 1986.